# Renown SC
El Renown Sports Club es un equipo de fútbol de Sri Lanka que juega en la Liga Premier de Sri Lanka, la liga de fútbol más importante del país.

## Historia
Fue fundado en el año 1960 en el distrito de Kotahena, en la capital Colombo por la compañía Peeris Brothers y es conocido por ser el primer equipo de Sri Lanka en ganar un título fuera del país, la Copa Pomis en Maldivas en el año 1987. Ha sido campeón de liga en 4 ocasiones con 3 subcampeonatos y ha ganado 8 títulos de copa.
A nivel internacional ha participado en 3 torneos continentales, donde nunca ha avanzado más allá de la Primera Ronda.

## Palmarés
- Liga Premier de Sri Lanka: 4

1990, 1993, 1994, 2009.
- FA Cup: 5

1989, 1990, 1994, 1995, 2003
- - Subcampeón: 3

1996, 1999, 2004,
- Liga Dorada de Campeones de Colombo: 3

1989, 1990, 2003.

## Participación en competiciones de la AFC
- Asian Cup Winners: 2 apariciones

| 1991 - Primera Ronda | 1995 - Primera Ronda |

- President's Cup: 1 aparición

2010 - 4.º en la fase de grupos